# Wydajność widmowa
Wydajność widmowa lub wydajność szerokości pasma odnosi się do przepustowości danych, które mogą być przesyłane na danym paśmie przenoszenia w konkretnym systemie komunikacji. Jest miarą tego, jak efektywnie używane jest ograniczone spektrum częstotliwości przez protokół warstwy fizycznej i czasami przez Medium Access Control (protokół dostępu do kanału).

## Wydajność widmowa łącza
Wydajność widmowa łącza cyfrowego systemu komunikacji jest mierzona w bit/s/Hz lub, rzadziej, ale jednoznacznie, w (bit/s)/Hz. Jest to prędkość przesyłu danych sieci (użyteczna informacja o przepustowości danych wykluczająca kody korekcji błędów) lub maksymalna wydajność podzielona przez szerokość pasma (bandwidth) w hercach kanału komunikacji lub łącza danych. Alternatywnie, wydajność widmowa może być zmierzona w bit/symbol, co jest ekwiwalentem bits per channel use (bity na kanał) – (bpcu). Sugeruje to, że prędkość przesyłu danych jest podzielona przez szybkość transmisji symboli (szybkość modulacji) lub częstotliwość pulsu kodowania liniowego.
Wydajność widmowa łącza jest zazwyczaj używana do analizowania wydajności metody cyfrowej modulacji lub kodowania liniowego, czasami w kombinacji z kodem korekcji błędów (FEC) lub z innymi wyższymi warstwami protokołu. W powyższych przypadkach, „bit” odnosi się do użytkowego bitu danych; czas wykonania FEC jest zawsze wykluczany.
Wydajność modulacji w bit/s jest wyrażana w najwyższej szybkości transmisji danych w bitach na sekundę (włączając każdy kod korygujący) podzielonej przez szerokość pasma.
Przykład 1: Technika transmisji używająca jednego kiloherca szerokości pasma by przesłać 1000 bitów na sekundę ma wydajność modulacji równą 1 (bit/s)/Hz.
Przykład 2: Modem V.92 sieci telefonicznej może przesłać 56000 bitów na sekundę downstream (download) i 48000 bitów na sekundę upstream (upload) w analogicznej sieci telefonicznej. Z powodu filtrowania w centrali telefonicznej, zakres częstotliwości jest ograniczony pomiędzy 300 hercami a 3400 hercami, odnosząc się do pasma o szerokości 3400 – 300 = 3100 herców. Wydajność widmowa lub wydajność modulacji to 56000/3100 = 18,1 (bit/s)/Hz downstream i 48000/3100 = 15,5 (bit/s)/Hz upstream.
Kres górny osiągalnej wydajności modulacji jest dany przez Częstotliwość Nyquista lub prawo Hartleya w sposób następujący: dla sygnałowego alfabetu z M alternatywnymi symbolami, każdy symbol reprezentuje N=log2 M bitów. N jest wydajnością modulacji zmierzoną w bit/symbol albo bpcu. W przypadku transmisji w paśmie podstawowym (modulacji kodowania liniowego lub pulsowej modulacji amplitudy) z przepustowością pasma podstawowego (lub górną częstotliwością graniczną) B, szybkość transmisji symboli nie może przekraczać 2B symboli/s aby uniknąć interferencji międzysymbolowej. Zatem wydajność widmowa nie może przekroczyć 2N (bit/s)/Hz w przypadku transmisji w paśmie podstawowym. W przypadku transmisji w paśmie przenoszonym, sygnał z szerokości pasma przepustowego W może być przekonwertowany na równorzędny sygnał pasma podstawowego (używając odbiornika superheterodynowego lub metody undersamplingu, czyli próbkowania sygnału z prędkością mniejszą niż ta określona częstotliwością Nyquista) z górną częstotliwością graniczną filtru W/2. Jeżeli schematy modulacji dwuwstęgowej, takie jak QAM, ASK, PSK lub OFDM są używane, skutkuje to maksymalną szybkością transmisji symbolu, która jest wyrażona w W symboli/s, i tym, że wydajność modulacji nie może przekroczyć N (bit/s)/Hz. Jeżeli cyfrowa modulacja jednowstęgowa jest w użyciu, sygnał pasma przepustowego z szerokością pasma W odpowiada sygnałowi informacji pasma podstawowego z szerokością pasma podstawowego W, co ma rezultat w maksymalnej szybkości transmisji symboli 2W i w osiągalnej wydajności modulacji 2N (bit/s)/Hz.
Przykład 3: Modem 16QAM ma zbiór znaków, gdzie M = 16 alternatywnych symboli oraz N = 4 bit/symbol lub bpcu. Ponieważ QAM jest formą dwuwstęgowej transmisji w paśmie przepustowym, wydajność widmowa nie może przekroczyć N=4 (bit/s)/Hz.
Przykład 4: Schemat modulacji 8VSB (8-poziomowa częściowo tłumiona wstęga boczna) użyty w standardzie ATSC telewizji cyfrowej daje N=3 bity/symbol lub bpcu. Ponieważ może być to opisane jako modulacja jednowstęgowa, wydajność modulacji jest bliska 2N = 6 (bit/s)/Hz. W praktyce, ATSC przenosi gross bit rate o wartości 32 Mbit/s na kanał o szerokości 6 MHz, co skutkuje wydajnością modulacji równą 32/6 = 5,3 (bit/s)/Hz.
Przykład 5: Downlink modemu V.92 używa pulsowej modulacji amplitudy z 128 poziomami sygnału, co skutkuje tym, że N=7 bit/symbol. Ponieważ przekazywany sygnał przed filtrowaniem przepustowym może być uważany za transmisję w paśmie podstawowym, wydajność widmowa nie może przekroczyć 2N = 14 (bit/s)/Hz ponad całkowity kanał pasma podstawowego (0 do 4 kHz). Jak ukazano powyżej, wyższa wydajność widmowa jest osiągnięta, jeżeli bierzemy pod uwagę mniejszą szerokość pasma przepustowego.
Jeżeli kod FCE jest użyty, wydajność widmowa jest zmniejszona z niezakodowanej wartości wydajności modulacji.
Przykład 6: Jeżeli kod FCE ze sprawnością kodowania 1/2 jest dodany, co znaczy, że przepływność bitowa wejścia kodera jest równa jednej drugiej przepływności wyjścia kodera, wydajność widmowa jest równa 50% wydajności modulacji. W zamian za tę redukcję w wydajności widmowej, FEC zazwyczaj redukuje stopę błędów i umożliwia operacje na poziomie niższego stosunku sygnału do szumu.
Górna granica dla wydajności widmowej, która jest możliwa bez błędów bitowych w kanale z pewnym SNR, jeżeli założone zostają idealne: kod korygujący i modulacja, jest dana przez twierdzenie Shannona-Hartleya.
Przykład 7: Jeżeli SNR jest 1 razy wyrażone jako współczynnik, co odpowiada 0 decybeli, wydajność widmowa łącza nie może przekroczyć 1 (bit/s)/Hz dla bezbłędnej detekcji (zakładając, że kod korygujący jest idealny) zgodnie z twierdzeniem Shannona-Hartleya, niezależnie od modulacji i kodowania.
Należy zauważyć, że goodput (ilość użytecznej informacji warstwy zastosowań) jest normalnie niższy niż maksymalna przepustowość, używana w powyższych kalkulacjach, z powodu retransmisji pakietu, wyższego overheadu warstwy protokołu, kontroli przepływu, unikania przeciążenia, etc. Z drugiej strony, schemat kompresji danych, taki jak kompresje V.44 czy V.42bis, które są używane w modemach telefonicznych, może jednak dać wyższy goodput jeżeli transferowane dane nie są już skutecznie skompresowane.
Wydajność widmowa bezprzewodowego telefonicznego łącza może być wyrażona jako maksymalna liczba równoczesnych rozmów ponad spektrum częstotliwości 1MHz w erlangach na megaherc, albo E/MHz. Ta miara jest również pod wpływem schematu kodowania źródłowego (kompresji danych). Może odnosić się to zarówno do analogowej, jak i cyfrowej transmisji.
W sieciach bezprzewodowych wydajność widmowa łącza może być w pewien sposób myląca, ponieważ wyższe wartości nie zawsze oznaczają wyższą efektywność w całkowitym ich użyciu spektrum radio. W sieci bezprzewodowej, wyższa wydajność widmowa połączenia może skutkować wyższą wrażliwością na zakłócenia współkanałowe (przesłuch), które wpływają na przepustowość. Na przykład w sieci telefonii komórkowej z wielokrotnym wykorzystywaniem częstotliwości, rozpraszanie widma i kodowanie korekcyjne zmniejszają wydajność widmową w (bit/s)/Hz, ale istotnie obniżają wymagany stosunek sygnał/szum w porównaniu z technikami, które nie rozpraszają widma. Może to pozwolić na znacznie gęstsze wielokrotne geograficzne wykorzystywanie częstotliwości, które kompensuje niższą wydajność widmową łącza, co ma skutek w prawie tej samej przepustowości (ta sama liczba jednoczesnych połączeń telefonicznych) na tej samej szerokości pasma, używając tej samej liczby transmiterów stacji bazowej. Jak ukazane jest poniżej, właściwszy pomiar dla sieci bezprzewodowych byłby wydajnością widmową systemu bit/s/Hz na obszar jednostki. Jednakże w zamkniętych łączach komunikacyjnych, takich jak linie telefoniczne i sieci telewizji kablowej, oraz w systemach komunikacji bezprzewodowej o ograniczonych szumach, gdzie współkanałowe zakłócenia nie są czynnikiem, największa wydajność widmowa łącza, która może być wsparta przez dostępne SNR, jest zazwyczaj używana.

## Wydajność widmowa systemu lub zakres wydajności widmowej
W cyfrowych sieciach bezprzewodowych wydajność widmowa systemu lub wydajność widmowa obszaru jest zazwyczaj mierzona w (bit/s)/Hz na jednostkę obszaru, (bit/s)/Hz na cell site lub w (bit/s)/Hz na stanowisko. Jest to miara ilości użytkowników lub usług które mogą być jednocześnie wsparte przez pasmo o ograniczonej częstotliwości radiowej na zdefiniowanym obszarze geograficznym. Może być to, na przykład, zdefiniowane jako maksymalny zagregowany goodput lub throughput. Przykładem są zsumowani wszyscy użytkownicy w systemie; ich liczba podzielona przez przepustowość kanału. Na tę miarę ma wpływ nie tylko technika transmisji pojedynczego użytkownika, ale także schematy wielokrotnego dostępu i techniki utrzymywania zasobu łączności radiowej. Jeżeli zdefiniowano to jako miarę maksymalnego goodputu, retransmisje występujące w związku ze współkanałowymi zakłóceniami i kolizje są wykluczone. Overhead protokołu wyższej warstwy (ponad subwarstwą Medium Access Control) jest zazwyczaj pominięty.
Przykład 8: W systemach komórkowych bazowanych na FDMA (frequency-division multiple access) z planem komórkowym o ustalonej alokacji kanału (FCA), który używa współczynnika wielokrotnego wykorzystania częstotliwości 1/4, każda stacja bazowa ma dostęp do 1/4 całkowitej częstotliwości spektrum. Zatem maksymalna możliwa wydajność widmowa systemu w (bit/s)/Hz na stanowisko jest 1/4 wydajności widmowej łącza. Każda stacja bazowa może być podzielona na 3 komórki przez 3 anteny sektorowe, co znane jest także jako metoda 4/12 wielokrotnego wykorzystywania. Potem każda komórka ma dostęp do 1/12 dostępnego spektrum, a wydajność widmowa systemu w (bit/s)/Hz na komórkę lub (bit/s)/Hz na sektor jest 1/12 wydajności widmowej łącza.
Wydajność widmowa systemu sieci komórkowej może być także wyrażona jako maksymalna liczba jednoczesnych połączeń telefonicznych na miejsce na 1 MHz spektrum częstotliwości w E/MHz na komórkę, E/MHz na sektor, E/MHz na stanowisko lub (E/MHz)/m2. Na tę miarę ma także wpływ schemat kodowania źródłowego (kompresja danych). Może być to także użyte w analogowych sieciach komórkowych.
Niska wydajność widmowa łącza w (bit/s)/Hz nie musi oznaczać, że schemat kodowania jest niewydajny z punktu widzenia wydajności widmowej systemu. Jak w przykładzie, weźmy rozpraszanie widma sygnału CDMA (Code Division Multiplexed Access), które nie jest specjalnie widmowo wydajnym schematem kodowania, kiedy bierzemy pod uwagę pojedynczy kanał lub pojedynczego użytkownika. Jednakże fakt, że jeden może „nakryć” wiele kanałów na tej samej częstotliwości pasma, oznacza, że użycie spektrum systemu dla wielokanałowego systemu CDMA może być bardzo dobre.
Przykład 9: W systemie komórkowym WCDMA 3G każde połączenie telefoniczne jest skompresowane do maksimum 8500 bit/s (możliwa do wykorzystania przepływność bitowa) i rozpostarte na kanale częstotliwości o szerokości 5 MHz. Koresponduje to z thoughput łącza o tylko 8500/5000000 = 0,0017 (bit/s)/Hz. Załóżmy, że 100 jednoczesnych (non-silent) połączeń jest możliwych w tej samej komórce. Rozpraszanie widma sygnału czyni to możliwym, aby mieć współczynnik wielokrotnego wykorzystania częstotliwości tak niski jak 1, jeżeli każda stacja bazowa jest podzielona na 3 komórki przez 3 sektorowe anteny kierunkowe. To koresponduje z wydajnością widmową systemu o ponad 1 × 100 × 0,0017 = 0,17 (bit/s)/Hz na stanowisko i 0,17/3 = 0,06 (bit/s)/Hz na komórkę lub sektor.
Wydajność widmowa może być poprawiona przez techniki zarządzania zasobem łączności radiowej, takimi jak wydajna ustalona lub dynamiczna alokacja kanału, kontrola mocy, adaptacja łącza i schematy różnorodności.